# Zábojszky László
Zábojszky László, olykor Záboysky László formában is (Eperjes, 1793. május 25. vagy 1793. május 31. – Savnik, 1870. szeptember 11.) teológiai doktor, szepesi püspök.

## Élete
A középiskolát Eperjesen, Sátoraljaújhelyen, a teológiát Nagyszombatban és Pesten végezte, ahol teológiai doktori címet is nyert. Kanonok volt, majd elemi iskolák igazgatójaként működött. 1816-ban szentelték pappá, később püspöki titkár. A lőcsei iskola igazgatója, 1828-tól felkai, 1840-től iglói plébános, 1849–1850-ben inspektor.
1850. április 2-től szepesi püspök, tisztségét 20 évig, 1870-ben bekövetkezett haláláig viselte. Egy nyomtatott műve maradt fenn Epistola pastoralis . . . episcopi Scepusiensis post capessitam sedem episcopalem ad universum clerum dioecesanum dimissa. (Leutschoviaae, 1851) címmel. Utóda a püspöki székben Samassa József lett.